# Regio-S-Bahn Donau-Iller
Die Regio-S-Bahn Donau-Iller ist ein Schienenpersonennahverkehrs-Netz im Großraum Ulm und Neu-Ulm, das gemeinsam von der DB Regio und der SWEG Südwestdeutsche Landesverkehrs-GmbH betrieben wird. Sein Mittelpunkt ist der Ulmer Hauptbahnhof, welcher als Eisenbahnknoten zwischen den Regio-S-Bahn-Linien (RS), dem übrigen Schienenpersonennahverkehr und dem Schienenpersonenfernverkehr fungiert. Die Züge verkehren nicht als Zuggattung S-Bahn (S), sondern bei der Deutschen Bahn (DB) als Nahverkehrszug (N) und bei der SWEG ganz ohne Zuggattung.

## Planung
Der Regionalverband Donau-Iller (RVDI) stellte im November 2012 ein Konzept für den Aufbau einer Regio-S-Bahn vor, das acht Linien vorsah und in mehreren Phasen realisiert werden sollte. Die Kosten für das als „Regio-S-Bahn Donau-Iller 202X“ bezeichnete Projekt sollten sich nach damaligen Planungen auf 74 Millionen Euro für den Ausbau der Infrastruktur belaufen, wobei ein Kosten-Nutzen-Faktor von größer 1,7 berechnet wurde. Am 27. Dezember 2017 unterzeichneten das Land Baden-Württemberg und die Stadt Ulm eine Kooperationsvereinbarung, um die Realisierung der S-Bahn voranzubringen. Die Stadt Ulm, der Alb-Donau-Kreis, der Landkreis Biberach und der Landkreis Heidenheim wollten gemeinsam mit der bayerischen Nachbarregion ein S-Bahn-System mit einheitlichen Bedienungsstandards sowie abgestimmten Anschlüssen etablieren. Dieses sollte barrierefreies Reisen und bequeme Umstiege auch auf andere Verkehrsmittel ermöglichen. Es wurde eine einheitliche Bahnsteighöhe von 55 Zentimetern angestrebt.
Am 28. September 2018 unterzeichnete die bayerische Verkehrsministerin Ilse Aigner in Neu-Ulm eine Kooperationsvereinbarung mit dem Verein Regio-S-Bahn Donau-Iller. Der Ausbau müsse aus Sicht der Ministerin zwischen Ulm und Memmingen beginnen. Diese gehöre zu den meistbefahrenen eingleisigen Bahnstrecken Deutschlands, vor allem im Bereich zwischen Neu-Ulm und Senden – dort werden im Schnitt etwa 7500 Fahrgäste pro Tag befördert. Kapazitätsausbau und Elektrifizierung sollen synchron durchgeführt werden. Die Strecke sei Teil der bayerischen Elektromobilitätsstrategie und wurde beim Bundesverkehrsminister für das Sonderprogramm des Bundes vorgemerkt.
Im Juli 2019 beschlossen die Verkehrsministerien von Baden-Württemberg und Bayern die Beauftragung einen Nutzen-Kosten-Untersuchung. Diese dient der Bewertung des Gesamtprojektes und ist Voraussetzung für die finanzielle Förderung von Ausbaumaßnahmen durch das Gemeindeverkehrsfinanzierungsgesetz des Bundes, wobei ein Nutzen-Kosten-Verhältnis von mindestens 1,0 erzielt werden muss. Im Februar 2021 beauftragte der Verein Regio-S-Bahn Donau-Iller nach europaweiter Ausschreibung das Unternehmen PTV Transport Consult GmbH mit der Durchführung der Studie. Das Ergebnis der Untersuchung wird für Ende 2023[veraltet] erwartet. Im Februar 2021 wurden die Kosten für Planung und Ausbau der Schieneninfrastruktur auf etwa 700 Millionen Euro geschätzt.
Im März 2021 unterzeichneten das baden-württembergische Verkehrsministerium und der Verein Regio-S-Bahn Donau-Iller eine Absichtserklärung zur weiteren Umsetzung des Projektes, das auch Details zu dem zukünftig geplanten Verkehrsangebot enthielt.

### Verein „Regio-S-Bahn Donau-Iller“
Am 22. Dezember 2015 gründeten die im RVDI zusammengeschlossenen Land- und Stadtkreise sowie der Landkreis Heidenheim den Verein „Regio-S-Bahn Donau-Iller“. Sein Ziel ist es, die ersten Infrastrukturmaßnahmen des Projektes, wie den Bau von 30 Haltepunkten, zu koordinieren und umzusetzen. Anfang 2021 trat auch der Ostalbkreis dem Verein bei. Geschäftsführer des Vereins ist Oliver Dümmler.

### Fahrgastzahlen
Durch die Regio-S-Bahn sollen die Fahrgastzahlen im Schnitt um 33 Prozent steigen. Auf allen Strecken würden die Fahrgastzahlen um mindestens fünf Prozent zunehmen, teilweise werden diese um mehr als 50 Prozent – so auf der Donautalbahn – zunehmen. Auf der Süd- und Brenzbahn gäbe es teilweise Fahrgastzuwächse zwischen 25 und 50 Prozent. Damit würden auf der Filstal-, Süd- und Illertalbahn mehr als 6000 Fahrgäste täglich befördert.

## Umsetzung
Die Einführung des Netzes begann im Dezember 2020. Seitdem werden die Regionalbahn-Linien von Ulm nach Memmingen und Weißenhorn als „Regio-S-Bahn“ (RS 7 und RS 71) bezeichnet. Die auf diesen beiden Linien eingesetzten Züge wurden dabei durch schadstoffärmere Neufahrzeuge ersetzt und der Bahnhof Gerlenhofen wird seither häufiger bedient.
Zum nächsten Fahrplanwechsel am 12. Dezember 2021 wurde der Betrieb der Regio-S-Bahn auf die Strecken Ulm–Biberach (RS 2), Ulm–Munderkingen (RS 3) und Ulm–Aalen (RS 5) ausgeweitet. Verbesserungen gab es zwischen Ulm, Laupheim und Biberach auf der Linie RS 21 durch Erhöhung der Zuganzahl morgens und abends sowie durch die Umstellung von Diesel- auf Elektrotriebwagen. Auf den Linien RS 3 und RS 5 blieb das Fahrtenangebot gleich, wobei allerdings die Kapazitäten in der Hauptverkehrszeit erhöht wurden.
Am 11. Dezember 2022 wurde der 30-Minuten-Takt tagsüber von Montag bis Freitag von Ulm ausgehend auf den Linien RS 2 und RS 21 bis Biberach (durch Überlagerung der beiden Linien) sowie auf der Linie RS 3 bis Herrlingen (ursprünglich geplant bis Blaubeuren) eingeführt. Zudem wurde auf der Südbahn der Nachtverkehr verbessert.
Da die vom Land verwendete Bezeichnung „RS“ keine offizielle Zuggattung ist, wurden die von DB Regio betriebenen Züge in Fahrplanmedien und Anzeigern als „RB RS“ geführt. Seit dem Fahrplanwechsel am 10. Dezember 2023 wurden die Linien neu der Zuggattung Nahverkehrszug zugeordnet, werden nun also als „N RS“ angezeigt. Intern werden die Züge als „N“ geführt. Seitdem werden sie auch an den Zügen als „NRS“ bezeichnet. Die von der SWEG betriebenen Züge werden mit der EVU-eigenen Zuggattung als „SWE RS“ bezeichnet, intern fahren sie, wie alle Nahverkehrszüge privater EVU, als „DPN“.
Weitere Linien sollen in den folgenden Jahren hinzukommen. Die Fertigstellung des Netzes wird bis 2030 angestrebt.

## Liniennetz
Zur Regio-S-Bahn Donau-Iller gehören sieben Linien:
| Linie | Eisenbahnverkehrsunternehmen             | Laufweg | Takt     | Strecken                                                     |
| ----- | ---------------------------------------- | --- | -------- | ------------------------------------------------------------ |
| RS 2  | DB Regio Baden-Württemberg               | Ulm Hbf – Erbach – Laupheim West – Biberach (Riß) – Biberach (Riß) Süd (– Aulendorf)                                                 | 60′ 1    | Ulm–Friedrichshafen                                          |
| RS 21 | DB Regio Baden-Württemberg               | Ulm Hbf – Erbach – Laupheim West – Laupheim Stadt – Biberach (Riß) – Biberach (Riß) Süd                                              | 60′      | Ulm–Friedrichshafen Laupheim West–Schwendi Südkurve Laupheim |
| RS 3  | SWEG Südwestdeutsche Landesverkehrs-GmbH | Ulm Hbf – Blaustein – Herrlingen | 60′ 1    | Ulm–Sigmaringen                                              |
| RS 3  | SWEG Südwestdeutsche Landesverkehrs-GmbH | Ulm Hbf – Blaustein – Herrlingen – Blaubeuren – Schelklingen – Ehingen (Donau) – Munderkingen                                        | 60′      | Ulm–Sigmaringen                                              |
| RS 5  | SWEG Südwestdeutsche Landesverkehrs-GmbH | Ulm Hbf – Langenau – Niederstotzingen – Sontheim-Brenz – Giengen – Herbrechtingen – Heidenheim an der Brenz – Oberkochen – Aalen Hbf | 60′      | Aalen–Ulm                                                    |
| RS 51 | SWEG Südwestdeutsche Landesverkehrs-GmbH | Ulm Hbf – Thalfingen – Langenau | 60′      | Aalen–Ulm                                                    |
| RS 7  | DB Regio Bayern                          | Ulm Hbf – Neu-Ulm – Senden – Illertissen – Memmingen                                                                                 | 30/60′ 2 | Augsburg–Ulm Kempten (Allgäu)–Neu-Ulm                        |
| RS 71 | DB Regio Bayern                          | Ulm Hbf – Neu-Ulm – Senden – Weißenhorn                                                                                              | 30/60′ 2 | Augsburg–Ulm Kempten (Allgäu)–Neu-Ulm Senden–Weißenhorn      |

Anmerkungen

## Strecken und Ausbaumaßnahmen

### Ulm–Friedrichshafen
Seit der Inbetriebnahme der Elektrifizierung der Bahnstrecke Ulm–Friedrichshafen (Südbahn) verkehren auf dem Abschnitt Ulm–Biberach (Riß) Süd zwei Regio-S-Bahn-Linien jeweils im Stundentakt. Die Linie RS21 verkehrt von Ulm über Laupheim Stadt nach Biberach Süd, die Linie RS2 ohne Bedienung der Stichstrecke nach Laupheim Stadt und der Südkurve Laupheim. Einzelne Züge werden bis Aulendorf verlängert. An dieser Strecke sollen zukünftig die neuen Stationen Ummendorf und Biberach Nord bedient werden. Als optionale Haltepunkte, außerhalb des Regio S-Bahn-Projekts, sind im Rahmen der RS2 IGI Rißtal, Hochdorf und Unteressendorf geplant.

### Ulm–Sigmaringen
Auf der Bahnstrecke Ulm–Sigmaringen (Donautalbahn) verkehrt die Linie RS3 montags bis freitags zwischen Ulm und Herrlingen im Halbstundentakt und zu den übrigen Zeiten, sowie weiter bis Munderkingen im Stundentakt. Zukünftig soll diese Linie zwischen Ulm und Blaubeuren halbstündlich und im weiteren Verlauf bis Riedlingen, statt wie bisher nur bis Munderkingen, stündlich verkehren. In Planung sind darüber hinaus die neuen Haltepunkte Blaubeuren-Weiler, Schelklingen Nord, Dettingen, Dintenhofen, Untermarchtal, Obermarchtal und Zwiefaltendorf. Der Haltepunkt Klingenstein ist optional, außerhalb des Regio S-Bahn-Projekts geplant. Umsteigemöglichkeiten sollen am modernisierten Bahnhof Blaubeuren zwischen den Regio-S-Bahn-, Regional-Express- und Buslinien entstehen. Ein Abschnitt westlich von Herrlingen sollen zweigleisig ausgebaut werden.

### Stuttgart–Ulm
Spätestens nach der Inbetriebnahme von Stuttgart 21, wenn alle Fernzüge Richtung Stuttgart über die Neubaustrecke Wendlingen–Ulm verkehren werden, soll die Linie RS2 von Ummendorf nach Ulm Hbf und danach über die Bahnstrecke Stuttgart–Ulm nach Geislingen mit der RS4 durchgebunden werden. Dort soll Anschluss zum Metropolexpress bestehen. Die Einrichtung des Haltepunkts Ulm-Jungingen, wofür bereits eine Machbarkeitsstudie erstellt wurde, ist optional geplant. Zudem wurde, außerhalb des Regio-S-Bahn-Projekts, der Bahnhof Beimerstetten barrierefrei umgebaut bzw. modernisiert.

### Aalen–Ulm
Auf der Bahnstrecke Aalen–Ulm (Brenzbahn) verkehren jeweils im Stundentakt die Linien RS5 und RS51 zwischen Ulm und Aalen bzw. Ulm und Langenau. Die Linie RS5 fährt insbesondere zwischen Ulm und Langenau als Expresslinie mit nur einem Zwischenhalt in Thalfingen, lässt aber auch im weiteren Verlauf einige Halte aus oder bedient diese nur zweistündlich bzw. vereinzelt, während die Linie RS51 zwischen Ulm und Langenau alle Zwischenhalte bedient. Zukünftig soll letztere Linie zwischen Ulm und Langenau im Stundentakt verkehren sowie in der Hauptverkehrszeit bis Sontheim an der Brenz verlängert werden. Die Linie RS5 soll weiterhin stündlich zwischen Ulm und Aalen verkehren.
Die Einrichtung des Haltepunkts Ulm-Messe, wofür bereits eine Machbarkeitsstudie erstellt wurde, sowie die Einrichtung der neuen Haltepunkte Oberkochen Süd und Aalen Süd, außerhalb des Regio S-Bahn-Projekts, sind geplant. Des Weiteren soll die Bahnstrecke zwischen Langenau und Thalfingen (9 km) sowie zwischen Bergenweiler und Niederstotzingen (5 km) zweigleisig ausgebaut, der Bahnhof Herbrechtingen als Kreuzungsbahnhof ertüchtigt, ein Wendegleis in Sontheim für Verstärkerfahrten errichtet, sowie außerhalb des Regio S-Bahn-Projekts ein weiterer zweigleisiger Abschnitt zwischen Unterkochen und Königsbronn (10 km) realisiert werden. Außerdem soll die gesamte Strecke elektrifiziert werden.

### Kempten (Allgäu)–Neu-Ulm

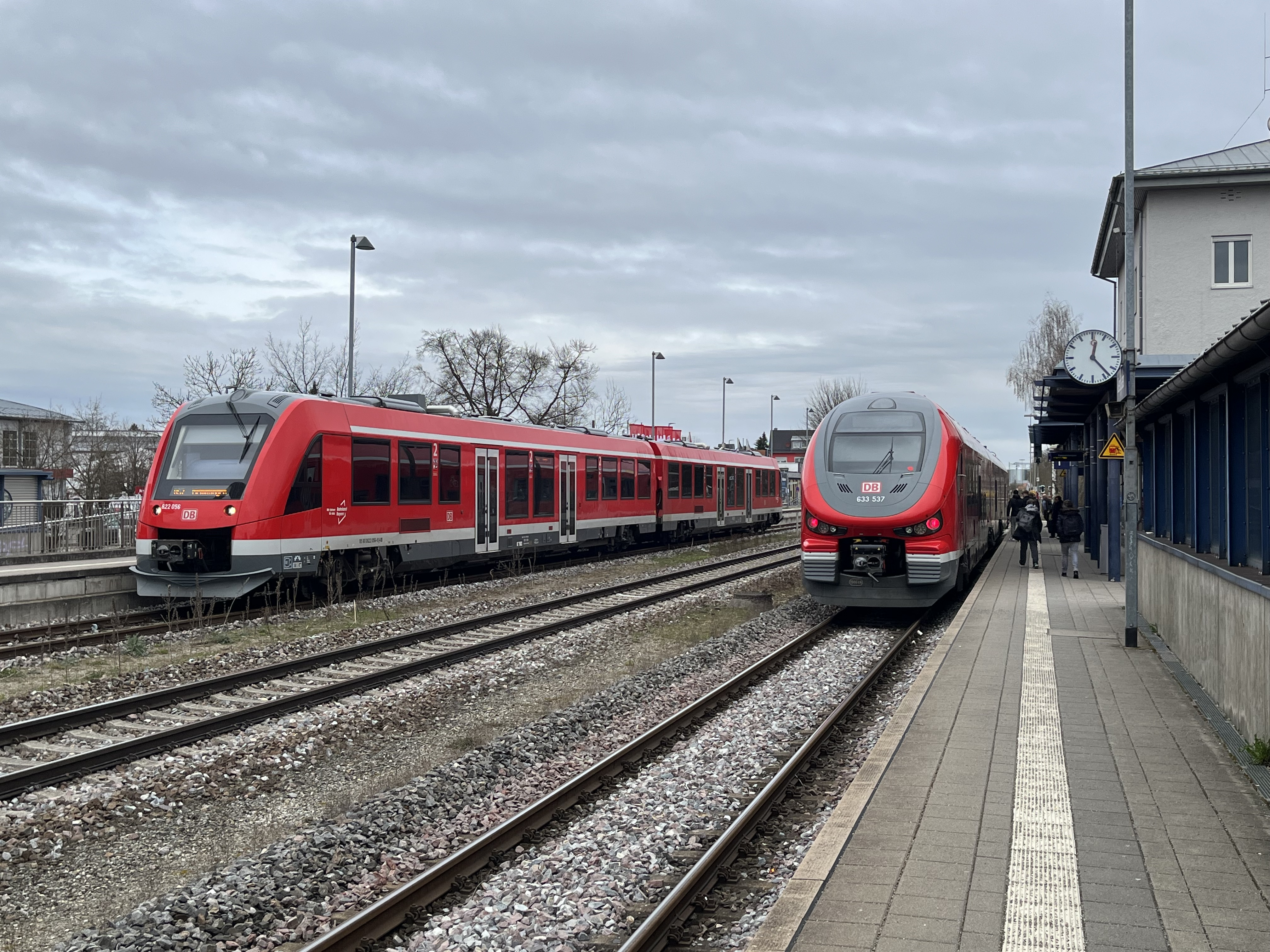
Kreuzung RS7 und RE in Illertissen

Die Linie RS7 verkehrt auf der Bahnstrecke Kempten (Allgäu)–Neu-Ulm und darüber hinaus von Memmingen bis Ulm Hauptbahnhof im Stundentakt. Zur Hauptverkehrszeit verkehrt die Linie zwischen Ulm und Illertissen im Halbstundentakt. Sie soll zukünftig von Memmingen nach Buxheim verlängert werden.
Die Illertalbahn soll auf der gesamten Strecke elektrifiziert sowie zwischen den Bahnhöfen Finninger Straße und Senden und zwischen Kellmünz und Pleß zweigleisig ausgebaut werden. Der Haltepunkt Gerlenhofen soll in die Ortsmitte verlegt, der Bahnhof Vöhringen als Kreuzungsbahnhof ertüchtigt, der Abschnitt Vöhringen-Illertissen eine Blockverdichtung bekommen und die Station Senden Nord optional eingerichtet werden. Nach der Beauftragung durch den Freistaat Bayern hat DB InfraGO dazu die Vorplanung 2022 begonnen.
Außerhalb des Regio S-Bahn-Projekts wurde bereits der Bahnhof Senden umgebaut. In Planung befindet sich außerdem die Einrichtung der Stationen Pleß, Fellheim, Heimertingen, Memmingen-Amendingen, Memmingen-BBZ und Buxheim als „Memminger Halte“. Die SWU Verkehr GmbH führt hierzu im Auftrag des Freistaates seit 2020 die Planungsleistungen durch und begann im Juli 2023 mit der Entwurfsplanung.

### Senden–Weißenhorn
Auf der Bahnstrecke Senden–Weißenhorn wurde zum Fahrplanwechsel am 15. Dezember 2013 der Personenverkehr wiederaufgenommen, zunächst als Regionalbahnlinie. Die knapp zehn Kilometer lange Strecke zwischen Senden und Weißenhorn wurde im Sommer 2013 ertüchtigt und Anfang September 2013 wieder für den Güterverkehr freigegeben. Die Züge der Linie RS71 verkehren vom Ulmer Hauptbahnhof über Neu-Ulm und Senden nach Weißenhorn. Neu eingerichtet wurden die Haltepunkte Wullenstetten, Witzighausen, Weißenhorn-Eschach und Weißenhorn Bahnhof. Die Fahrzeit zwischen den Endbahnhöfen liegt bei 25 Minuten. Die Züge verkehren stündlich, seit 11. Dezember 2023 wird in der Hauptverkehrszeit ein 30-Minuten-Takt gefahren. Zu Kosten in Höhe von ca. 10 Millionen Euro erwarben die Stadtwerke Ulm (SWU) die Strecke und ertüchtigten sie für 100 km/h. Sie richteten die neuen Haltepunkte ein, ebenso wurden Brücken erneuert und Bahnübergänge modernisiert. Mit der Vorplanung der Elektrifizierung der Bahnstrecke zwischen Senden und Weißenhorn wurde die SWU 2022 vom Freistaat Bayern beauftragt.

### Augsburg–Ulm
Es ist geplant, dass die Linie RS8 halbstündlich alle Stationen zwischen Günzburg und Ulm bedient und eine bessere Einbindung/Durchbindung von Fahrten der Mittelschwabenbahn über die bayerische Donaubahn nach Ulm sicherstellt. Außerhalb des Regio S-Bahn-Projekts ist die Einrichtung der Haltepunkte Neu-Ulm Industrie und Burlafingen geplant.

### Günzburg–Mindelheim
Die Linie RS81 soll stündlich über die Bahnstrecke Günzburg–Mindelheim (Mittelschwabenbahn) von Günzburg über Krumbach nach Mindelheim verkehren, alle zwei Stunden wird sie über Mindelheim und Memmingen nach Buxheim verlängert. In der Hauptverkehrszeit würden die Züge bereits ab Ulm über Nersingen nach Günzburg verkehren.